# Opus signinum

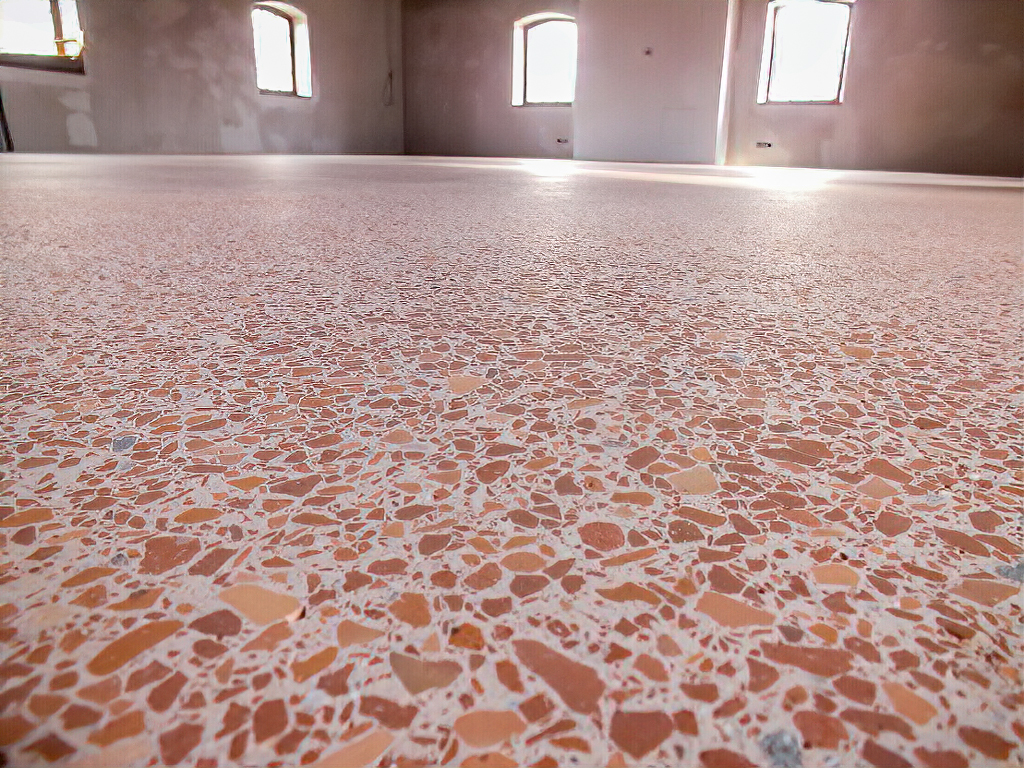
Reconstruction d'un opus signinum romain. Parc archéologique européen de Bliesbruck-Reinheim

Opus signinum est le nom donné par les archéologues à des structures constituées de mortiers roses, à base de tuileaux qui se rencontrent souvent dans les structures exposées à l’humidité ou recouvertes par l’eau. Les mots latins appliqués à ce genre de maçonnerie relèvent selon Pierre Gros d’une habitude archéologique moderne mais ne trouvent aucune caution dans la seule notice antique qui décrit la mise en œuvre du « signinum », savoir le De architectura de Vitruve. Le nom, est le terme latin dérivé de la ville de Segni, près de Rome, d'où est issu un certain type de bétonnage constitué de chaux, de sable et d'éclats de pierre, exempte de tuileaux, dont la compacité était obtenue au terme d’un damage intensif. Il était aussi employé dans des ouvrages de citerne. Vitruve recommande alors de couvrir les ouvrages de ce type, pour lesquels la résolution des problèmes d’étanchéité est primordiale, de pavements ou d'enduits muraux mêlés de fragments de briques ou de tuiles plus ou moins réduits en poussière. C'est sous la plume de Pline, lecteur de Vitruve, que l’« opus signinum », employé en revêtement mural ou en pavement, se caractérise par la présence de ces menus fragments de terre cuite.
L’opus signinum (Le terme plus exact serait le terme italien cocciopesto, littéralement débris de terre cuite écrasés) désigne donc usuellement, un matériau de construction utilisé comme revêtement imperméable à l'eau pour les sols, à la fois en intérieur et en extérieur, mais aussi pour le revêtement de parois (dans les réservoirs par exemple). Il se compose de tuileaux – fragments de tuiles ou de briques minutieusement écrasés  et de mortier fin de chaux. Il se pose en plusieurs couches, caractérisées par différentes tailles de grains, qui sont trempés et battus à plusieurs reprises. Les tuileaux, en l'absence de pouzzolane, confèrent au mortier son hydraulicité.

## Origines historiques
La technique est attestée pour la première fois par le sol d'un pressoir phénicien au Liban au 7ème s. av. J.-C. (Tell el-Burak). Elle est connue dans le monde carthaginois – comme en témoignent, par exemple, les sols des sites archéologiques de Sélinonte et Soluntum en Sicile, à Carthage et à Kerkouane - et désignée sous les termes de pavimenta poenica par Caton l'Ancien, cité par Festus. Les Romains ont largement utilisé ce matériau pour étancher le fond et les côtés des bassins de maçonnerie ou des réservoirs, ainsi que Vitruve le décrit, ou en tant que matériau de revêtement, dans lequel la matrice de mortier reçoit des carreaux de mosaïque disposés de différentes manières, ou des fragments de marbre blanc ou coloré, et dans tous les cas en alternative à la pouzzolane comme mortier hydraulique.
Pline l'Ancien, dans son Histoire naturelle, décrit sa fabrication : « Que n'a pas imaginé l'industrie ? On utilise les pots cassés, de telle façon que, pilés et avec addition de chaux, ils deviennent plus solides et plus durables, sorte d'ouvrages dits de Signia ; on a même appliqué cette préparation au carrelage des appartements ».

## Caractéristiques
Le mortier de chaux hydraulique, outre une résistance notable et une durabilité considérable, a d'autres caractéristiques qui en ont favorisé l'utilisation, comme une faible perméabilité à l'eau. L’opus signinum, en remplacement partiel ou total du sable normal, a été utilisé pour la confection de mortiers à base de chaux grasse (hydroxyde de calcium, Ca(OH)2) qui, en l'absence de cet agrégat réactif, ne pouvait pas durcir sinon en contact avec l'air, par le processus connu sous le nom de carbonatation chimique : l'ajout de cet agrégat a ensuite été réalisé pour sa fonction hydraulicisante, c'est-à-dire pour obtenir un mortier de chaux ayant des propriétés hydrauliques, bien que le degré de disponibilité de l'eau est inférieure à celle pouvant être obtenue avec l'utilisation de la pouzzolane. La densité de l'opus signinum après séchage est en moyenne de 1 350 kg/m3, mais dépend de la taille des particules et du type d'agrégats utilisés.

### Coloration
Une des caractéristiques de cet enduit, outre sa capacité à faire prise même dans les environnements qui ne sont pas en contact direct avec l'air (disponibilité de l'eau), est de pouvoir être teinté dans la masse, et donc éviter une couche colorée de peinture. En fait, l'opus signinum a naturellement une couleur rosâtre en raison de granulats d'argile et de chaux blanche ; cet enduit pourrait toutefois être traité avec un glacis coloré, toujours dans une nuance de rouge.

## Utilisation

### Antiquité
L'opus signinum est présent dans de vieux bâtiments et généralement dans l'architecture de différentes villes italiennes, sous forme de mortier de maçonnerie, mais aussi comme un plâtre, à la fois pour la couche de substrat (comme l'ont indiqué dans leurs traités les Cennini, Alberti et Palladio), et pour la finition. Ce matériau est particulièrement adapté pour les environnements humides à cause de la haute respirabilité et hygrométrie de la terre cuite et la chaux. C'est à Venise que son utilisation était la plus répandue dans les siècles passés, ainsi qu'à Trévise, Livourne et Rome par exemple. La technique est similaire à celle du marmorino plus coûteux, dans lequel les déchets de l'argile granulé ont été remplacés par la poudre et des éclats de marbre.
Il a également été utilisé comme composant pour le pavage des habitations, même en milieu humide, ou comme support pour mosaïques et décorations de la Renaissance (voire plus anciennes telles à la basilique Sant'Eufemia de Grado, où se trouve un pavement de mosaïque réalisé à la fin du VIe siècle).

### Période contemporaine
Actuellement, il est produit industriellement un granulé à partir du broyage de briques à pâte molle (cuit à une température inférieure à 850 °C), obtenu en diverses tailles de particules. Ce matériau, lié avec de la chaux — ou de la chaux hydraulique naturelle — et du sable, connaît une popularité croissante pour ses caractéristiques techniques qui le rendent particulièrement adapté non seulement à la restauration du patrimoine et monuments historiques, mais aussi pour la bioconstruction. 

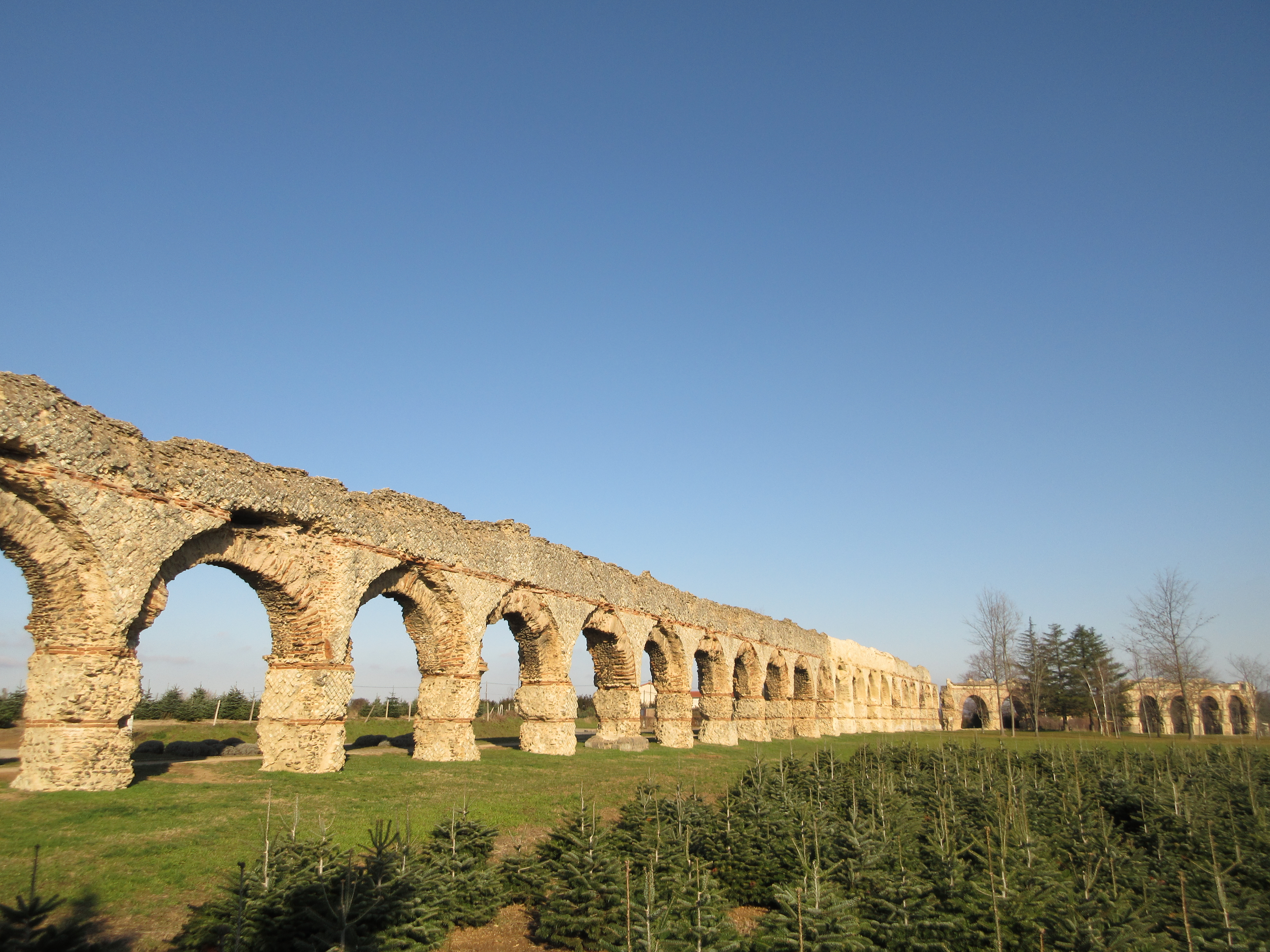
L’enduit intérieur de la conduite est visible sur les arches et permet d’observer la teinte rose du mortier étanche - (aqueduc du Gier, arches du Plat de l’Air à Chaponost)
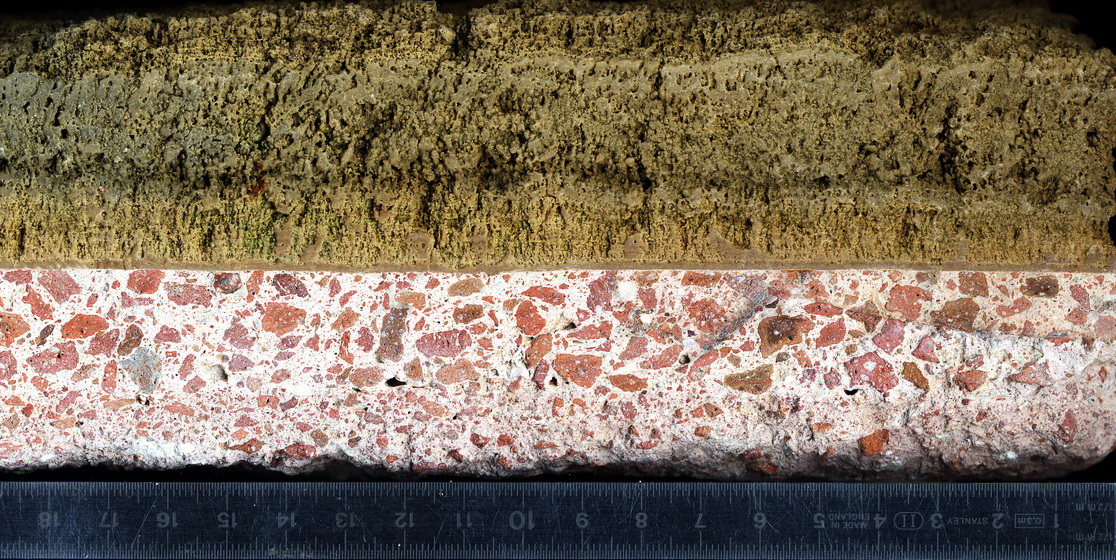
Section de mortier de tuileau (rouge) surmontée de tuf grossier (fuites) - (Aqueduc de Mons à Fréjus)